# Sangchon-myeon
Sangchon-myeon (koreanska: 상촌면)  är en socken i kommunen Yeongdong-gun i provinsen Norra Chungcheong i den centrala delen av Sydkorea, 180 km sydost om huvudstaden Seoul.